# Leymah Gbowee
Leymah Roberta Gbowee (Monrovia, Liberia, 1 de febrero de 1972) es una activista pacifista y feminista liberiana que lideró Mujeres de Liberia Acción Masiva para la Paz (WLMAP) movimiento pacifista clave para poner fin a la Segunda guerra civil liberiana en 2003. Esto condujo a la elección de Ellen Johnson Sirleaf en Liberia, la primera nación africana que tuvo como presidente a una mujer. El viernes 7 de octubre de 2011 en Liberia, Gbowee recibió el premio Nobel de la paz junto a su compatriota Sirleaf y la yemení Tawakel Karman.

## Biografía
Leymah Gbowee nació en la zona central de Liberia. Ella misma sufrió abusos durante su etapa en campos de refugiados y tuvo que enfrentarse a un matrimonio de violencia diaria que finalizó con cuatro hijos. A la edad de 17 años, se trasladó a Monrovia, cuando la Primera Guerra Civil estalló. Se formó como terapeuta durante la guerra civil y trabajó con los niños que fueron soldados del ejército de Charles Taylor. Rodeada por las imágenes de la guerra, Gbowee se dio cuenta de que "si cualquier cambio tuviera que suceder en la sociedad, dicho cambio tendría que llevarse a cabo por las madres". Ella es madre de seis hijos.

## Movimiento por la Paz
En 2002, Gbowee era una trabajadora social que organizó el grupo Women of Liberia Mass Action for Peace. Dicho movimiento de paz comenzó con una protesta de las mujeres nativas en un mercado de pescado. Ella organizó a las mujeres cristianas y musulmanas de Monrovia, Liberia, para que rezasen; miles de mujeres se convirtieron en una fuerza política contra la violencia y contra el gobierno.
Bajo el liderazgo de Gbowee, las mujeres lograron forzar una reunión con el presidente Charles Taylor, y obtuvieron una promesa por parte de él para asistir a las conversaciones de paz en Ghana.
Gbowee encabezó una delegación de mujeres de Liberia a Ghana para seguir aplicando la presión durante el proceso de paz. El grupo de mujeres llevó a cabo una protesta silenciosa fuera del Palacio Presidencial, Acra, dando lugar a un acuerdo durante las conversaciones de paz que estaban estancadas.
Gbowee y Confort Freemant, presidentes de las dos diferentes iglesias luteranas, organizaron la Red de Mujeres de Consolidación de la Paz (WIPNET, por sus siglas en inglés), y dicha organización emitió una declaración de intenciones al presidente. Dicha declaración señalaba: "En el pasado estábamos en silencio, pero después de haber sido asesinadas, violadas, deshumanizadas, e infectadas con enfermedades, y ver a nuestros hijos y familias destruidas, la guerra nos ha enseñado que el futuro está en decir NO a la violencia y SÍ a la paz! No cederemos hasta que prevalezca la paz".

En una entrevista por el Día Internacional de la Mujer, Gbowee también expresó: 
El movimiento de mujeres de paz de Liberia demostró al mundo que los movimientos de base son esenciales para el mantenimiento de la paz; que las mujeres en posiciones de liderazgo son intermediarios eficaces para la paz, y la importancia de los movimientos por la justicia social, culturalmente pertinentes. La experiencia de Liberia es un buen ejemplo para el mundo que las mujeres-pueden las mujeres-especialmente los africanos ser impulsores de la paz

## Documental
Gbowee es el personaje central en el documental de cine realizado en 2008. El documental titulado  Pray the Devil Back to Hell. La película ha sido utilizada como un instrumento de lucha en los conflictos de Sudán y Zimbabue, movilizando a las mujeres africanas para pedir paz y seguridad.

## Premios
- Premio Living Legends por Servicios a la Humanidad.
- Medalla de Justicia John Jay, entregada por el Colegio de Justicia Criminal John Jay[15]
- Premio Gruber por los Derechos de la Mujer en 2009.
- John F. Kennedy Premio Perfil de Coraje en 2009.[16]
- Women's eNews 2008 Leaders for the 21st Century Award[17]
- Cinta Azul para la Paz de la Escuela de Gobierno John F. Kennedy en la Universidad Harvard en 2007.
- Premio Humanitario Joli de la Escuela Condado Riverdale en 2007.

## Educación
- Master de Artes en Transformación de Conflictos de la Universidad Menonita del Este en Harrisonburg, Virginia.
- Certificaciones: Prevención de Conflictos y Formación en Consolidación de la Paz en el Instituto de las Naciones Unidas, el Centro de Curación del Trauma de las Víctimas de la Guerra en Camerún, y Educación Pacifica No Violenta en Liberia.[18]

## Carrera profesional
Gbowee es directora ejecutiva de la Red Africana de Paz y Seguridad para las Mujeres, con sede en Acra, Ghana, y trabaja para construir relaciones en la región del oeste de África en apoyo a la capacidad de las mujeres para prevenir, evitar y terminar con los conflictos. Ella es miembro fundador y ex coordinadora del Programa Mujeres en la Consolidación de la Paz/Red de África Occidental para la Consolidación de la Paz (WIPNET / WANEP). Gbowee también fue comisionada designada a la Comisión de la Reconciliación y la Verdad en Liberia.